# Ola Podrida
Ola Podrida ist eine US-amerikanische Indie-Rock-Band, die 2006 in Austin, Texas gegründet wurde.

## Geschichte
Ola Podrida begann als Projekt von Filmkomponist David Wingo. Nach seinem Umzug nach New York im Jahr 2006 wurde Ola Podrida eine Live-Band, bestehend aus vier seiner ältesten Freunde aus der Heimat in Texas. Während sie in New York waren, wurde die Bühne mit Bands wie Fleet Foxes, Beach House, Blitzen Trapper und She & Him geteilt. Das selbstbetitelte Debütalbum erschien am 6. April 2007 bei dem Hamburger Indielabel Grand Hotel van Cleef für den deutschen Markt. Wingo zog 2009 zurück nach Austin und Ola Podrida ist inzwischen zu einer vollständig vier-köpfige Band mit Matt Clark, David Hobizal und Colin Swietek gewachsen.
Das zweite Album Belly Of The Lion erschien 27. November 2009 auf dem Label Western Vinyl für den deutschsprachigen Markt.
Im Jahr 2009 fand das Lied Lost And Found und im Jahr 2011 das Lied Run Off The Road, jeweils aus dem Debütalbum, als Soundtrack seinen Weg in die US-amerikanische Sitcom How I Met Your Mother.

## Diskografie
- Ola Podrida (Plug Research/Grand Hotel van Cleef, 2007)
- Belly of the Lion (Western Vinyl Records, 2009)